# بخش زمکان
بخش زمکان یکی از بخش‌های تابعه شهرستان ثلاث باباجانی در استان کرمانشاه در غرب ایران است.

## تقسیمات کشوری
- بخش زمکان
  - دهستان زمکان شمالی
  - دهستان زمکان جنوبی

شهرها: میرآباد